# Brænder boksen med smukke ting
Brænder Boksen Med Smukke Ting er et studiealbum fra 2019 med det danske band Love Shop. Albummet er udgivet på pladeselskabet Universal Music Groups sublabel A:larm Music.
Alle albummets sange er skrevet og komponeret af Jens Unmack. Mikkel Damgaard er medkomponist på “Folkets Hus“ og “Århundredets Sekund“.
Kort inden albummets udgivelse udgav Love Shop singlen "Leve er at dø med stil" hentet fra albummet.

## Trackliste
1. Folkets Hus
2. Til Jorden Kommer
3. Underdanmark
4. Århundredets Sekund
5. Leve Er At Dø Med Stil
6. British Racing Green
7. Brænder Boksen Med Smukke Ting
8. I Berlin Siger Alle Farvel
9. Druknet Senegal Vin

## Medvirkende
- Jens Unmack, sang
- Mika Vandborg, el-guitar
- Søren Bigum, Akustisk guitar
- Nis Tyrrestrup, El-bas
- Thomas Duus, trommer
- Maggie Björklund, Pedal steel guitar
- Mikkel Damgaard, kor, keyboards, vocoder, perkussion
- Wili Jønsson, kor

- Producer: Mikkel Damgaard